# Jovan van Vuuren
Jovan Daniél van Vuuren, född 17 juli 1996, är en sydafrikansk längdhoppare.

## Karriär
I juli 2019 tävlade van Vuuren vid Sommaruniversiaden i Neapel, där han hoppade 7,39 meter vilket inte räckte för någon finalplats. I april 2021 tog han silver vid sydafrikanska mästerskapen i Pretoria efter ett hopp på 8,02 meter.
I april 2022 tog van Vuuren guld vid sydafrikanska mästerskapen i Kapstaden efter ett hopp på 8,04 meter. I juni 2022 tävlade han vid Afrikanska mästerskapen i Saint Pierre och slutade på 11:e plats i längdhoppstävlingen. Följande månad tävlade van Vuuren vid VM i Eugene, men tog sig inte vidare från kvalet i längdhoppstävlingen. I augusti 2022 tog han brons vid Samväldesspelen i Birmingham efter ett hopp på 8,06 meter.

## Tävlingar

### Internationella
| År                     | Tävling                 | Plats                  | Placering              | Gren                   | Distans                |
| Tävlande för Sydafrika | Tävlande för Sydafrika  | Tävlande för Sydafrika | Tävlande för Sydafrika | Tävlande för Sydafrika | Tävlande för Sydafrika |
| ---------------------- | ----------------------- | ---------------------- | ---------------------- | ---------------------- | ---------------------- |
| 2019                   | Sommaruniversiaden      | Neapel                 | 22:a (kval)            | Längdhopp              | 7,39 m                 |
| 2022                   | Afrikanska mästerskapen | Saint Pierre           | 11:e                   | Längdhopp              | 7,15 m                 |
| 2022                   | Världsmästerskapen      | Eugene                 | 19:e (kval)            | Längdhopp              | 7,80 m                 |
| 2022                   | Samväldesspelen         | Birmingham             | 3:e                    | Längdhopp              | 8,06 m                 |

### Nationella
- Sydafrikanska friidrottsmästerskapen (utomhus):
  - 2021:  Silver – Längdhopp (8,02 meter, Pretoria)[7]
  - 2022:  Guld – Längdhopp (8,04 meter, Kapstaden)[7]

## Personliga rekord
Utomhus
- Längdhopp – 8,16 m (Pretoria, 11 mars 2022)[7]